# Turkestaanse winterjuffer
De Turkestaanse winterjuffer (Sympecma gobica) is een juffer (Zygoptera) uit de familie van de pantserjuffers (Lestidae).
De wetenschappelijke naam van de soort werd in 1900 als Sympecma annulata gobica gepubliceerd door Friedrich Förster. De Nederlandstalige naam is ontleend aan Veldgids Libellen.